# 擋泥板 (變形金剛)
擋泥板（Mudflap）是變形金剛系列的其中一個虛構角色。

## 變形金剛：銀河之力(Transformers: Galaxy Force)
在2004年的動畫作品中。擋泥板是一位思維簡單、意志立場都不堅定、徘徊於博派與狂派雙方之間的角色。變形為一輛吊車。狂派發現了這點之後，便透過天王星和裂雷想將他招攬進狂派陣營。
擋泥板與凱特西魯(又譯地雷，Landmine)有一段過往。

## 變形金剛：墮落者的復仇
在本作中，擋泥板是剎車的雙胞胎兄弟。體型和個性與剎車類似，不太靈光，但很有義氣，不過也經常和剎車發生爭吵、甚至打鬥。在變更載具模式後身體以紅色為主。由雷諾‧威爾森(Reno Wilson)聲演。在電影一開始的上海戰場中兩人合體變形成一輛冰淇淋車， 在電影中段改為掃描一輛雪佛蘭Chevy Trax。
在山姆被狂派綁架、並進而被全球通緝後，雙胞胎和大黃蜂負責保護山姆的安全，也一起被天火傳送到埃及。在埃及戰場後段一起對抗狂派合體金剛蹂躪者，但是不幸被蹂躪者吸進充滿絞碎機的嘴部，不過成功從蹂躪者的臉裡打出一條路，並和剎車一起對常蹂躪者一小段時間。
在電影外，剎車和擋泥板被認為是對美國非裔人士的歧視性刻板影像，像是金牙、低教育程度、好鬥等等。因為此爭議，雙胞胎再也沒有後續的玩具或是媒體出現計畫。

## 外部連結
1. ↑  ,   [2023-11-13], （原始内容存档于2023-04-10）